# Hrvatski vaterpolski kup 2006./07.
Rezultati hrvatskog kupa u vaterpolu u sezoni 2006/07. Branitelj naslova je zagrebačka HAVK Mladost.

## Izlučna natjecanja
U izlučnim natjecanjima za Kup RH, igrat će dvije skupine, u Zagrebu i u Dubrovniku.

### Skupina u Zagrebu
Sudionici su: zagrebački klubovi Mladost i Medveščak, splitski Mornar i riječko Primorje.

### Skupina u Dubrovniku
Sudionici su: dubrovački Jug, splitski POŠK i Jadran te Šibenik.

## Poluzavršnica
- 1. susreti (11. studeni 2006.)

Jadran - Mladost 9:11 

Mornar - Jug     7:19
- 2. susreti (15. studeni 2006.)

Jug - Mornar 14:8

Mladost - Jadran 13:5

## Završnica
- 1. susret, 13. prosinca 2006.

Jug - Mladost 13:5
- 2. susret, 23. prosinca 2006.

Mladost - Jug 10:9
Osvajač hrvatskog kupa za sezonu 2006/07. godinu je vaterpolski klub "Jug" iz Dubrovnika.